# Hyidae
Hyidae es una familia de pseudoscorpiones distribuidos por Asia, Australia y Madagascar.

## Géneros
Según Pseudoscorpions of the World 1.2:
- Hya Chamberlin, 1930
- Indohya Beier, 1974